# Кинг, Марлон
Ма́рлон Фрэ́нсис Кинг (англ. Marlon Francis King; 26 апреля 1980, Далуич, Лондон, Англия) — ямайский футболист, нападающий.

## Карьера

### Клубная
Началась его карьера в «Барнете», где он отыграл 2 года. Потом начались его длительные скитания по разным английским клубам, где наибольший след он оставил в «Джиллингеме» и «Уотфорде». В «Джиллингеме» он отыграл 116 матчей и забил 47 мячей, а в «Уотфорде» — 81 матч и 36 мячей соответственно. Также Кинг помог в 2006 выйти «шершням» в Премьер-лигу. 10 июня 2011 года ямаец подписал контракт с вылетевшим в Чемпионшип клубом «Бирмингем Сити» сроком на три года. В первом же сезоне, проведённом в стане «браммис», Кинг забил 17 мячей и стал лучшим бомбардиром клуба.

### В сборной
За сборную Марлон провёл 21 матч и забил 12 мячей. В сборной он выступает с 2004 года.

## Личная жизнь
В 2010 году принял ислам и взял себе имя Абу Хамза Тарик.